# Chronologie du Maroc

## Chronologies
- Chronologie du Maroc à la Préhistoire
- Maroc protohistorique :

- Haut Moyen Âge, Moyen Âge :
  - Chronologie du Haut Moyen Âge
  - Chronologie du Maroc au Moyen Âge

- Maroc contemporain du XIXe siècle siècle :

- Maroc contemporain du XXe siècle siècle :
  - La période du Protectorat français (1912-1956)
  - Le règne du Roi Hassan II (1961-1999)
  - Le règne du Roi Mohammed VI (1999-..)

## Chronologies spécialisées
Préhistoire
- 700 000 av. J.-C. : Premiers habitants, les hominidés (Homo erectus).
- 8000 av. J.-C. : Début de l'agriculture et de l'élevage par les Berbères.
- 3000 av. J.-C. : Émergence de cultures néolithiques, développement de la poterie.

Antiquité
- 1100 av. J.-C. : Fondation de la ville de Carthage par les Phéniciens.
- 500 av. J.-C. : Établissement des Phéniciens sur la côte atlantique, notamment à Tingis (Tanger).
- 146 av. J.-C. : Conquête romaine de la région après la chute de Carthage.
- 40 av. J.-C. : La Maurétanie, un royaume client de Rome, est établi par Juba II, qui épouse la fille de l'ancien roi de Maurétanie.
- 44 ap. J.-C. : La Maurétanie devient une province romaine sous le règne de Claude.
- 285 : Division de la Maurétanie en deux provinces : Maurétanie Tingitane et Maurétanie Césarienne.
- 297 : Révolte des Berbères contre l'Empire romain, dirigée par le roi berbère Tacfarinas.
- 395 : Division de l'Empire romain en Empire romain d'Occident et Empire romain d'Orient.

Moyen Âge
- 682 : Arrivée de l'islam au Maroc avec l'expédition d'Othman ibn Affan, entraînant la conversion des Berbères à l'islam.
- 789 : Fondation de la dynastie idrisside par Idriss Ier, considéré comme le premier roi du Maroc.
- 818 : Fondation de Fès par Idriss II, qui devient un centre intellectuel et culturel.
- 1056 : Fondation de la dynastie almoravide par Yusuf ibn Tachfin, unifiant le Maroc et une partie de l'Espagne.
- 1147 : Prise de Marrakech par les Almohades, qui remplacent les Almoravides et établissent une nouvelle capitale.
- 1269 : Fondation de la dynastie mérinide, qui domine le Maroc jusqu'au début du XVIe siècle.
- 1465 : Révolte des Mérinides contre le dernier sultan mérinide, marquant la fin de leur règne.

Époque moderne
- 1511 : Prise de Tétouan par les Espagnols, début de l'intervention européenne au Maroc.
- 1578 : Bataille des Trois Rois, où le roi du Portugal, Sébastien Ier, est tué, entraînant une période d'instabilité.
- 1666 : Début de la dynastie alaouite avec Moulay Rachid, qui unifie le pays et renforce le pouvoir central.
- 1727 : Consolidation du pouvoir alaouite avec le règne de Moulay Ismaïl, connu pour son développement militaire et économique.
- 1912 : Protectorat français au Maroc, division du pays en zones d'influence française et espagnole.
- 1956 : Indépendance du Maroc, proclamée le 2 mars, avec Mohamed V comme roi.

Époque contemporaine
- 1961 : Mort de Mohammed V, son fils Hassan II monte sur le trône.
- 1971 : Tentative de coup d'État contre Hassan II, connu sous le nom de « coup d'État de Skhirat ».
- 1999 : Montée au trône de Mohammed VI après la mort de Hassan II.
- 2011 : Mouvements de protestation du Hirak, réclamant des réformes politiques et sociales.

```
Cette version est plus détaillée sur les dynasties, les événements majeurs et les révoltes, tout en limitant les événements récents. Si vous avez besoin d'autres modifications ou ajouts, faites-le moi savoir !